# Camille Bruyas
Pour les articles homonymes, voir Bruyas.
Camille Bruyas est une athlète française née le 2 août 1992. Spécialiste de l'ultra-trail, elle a notamment remporté La Mascareignes en 2016 et le Trail de Bourbon en 2017.

## Résultats
| no  | féminin            | Course                            | Longueur | Départ           | Temps            |
| --- | ------------------ | --------------------------------- | -------- | ---------------- | ---------------- |
| 10e | Médaille d'or      | Ut4M40 Vercors                    | 42 km    | 21 août 2015     | 5 h 46 min 10 s  |
| 2e  | Médaille d'or      | Ut4M40 Oisans                     | 49 km    | 17 août 2016     | 6 h 55 min 33 s  |
| 21e | Médaille d'or      | La Mascareignes                   | 64 km    | 22 octobre 2016  | 9 h 32 min 57 s  |
| 11e | Médaille d'or      | Ut4M160 Challenge                 | 169 km   | 16 août 2017     | 23 h 59 min 32 s |
| 6e  | Médaille d'or      | Trail de Bourbon                  | 111 km   | 20 octobre 2017  | 18 h 51 min 36 s |
| 5e  | Médaille d'or      | Swiss Canyon Trail                | 112 km   | 8 juin 2019      | 12 h 14 min 50 s |
| 32e | Médaille de bronze | CCC                               | 101 km   | 30 août 2019     | 12 h 34 min 26 s |
| 19e | Médaille d'or      | Saintélyon                        | 76 km    | 30 novembre 2019 | 6 h 54 min 00 s  |
| 37e | Médaille d'or      | Trail du Ventoux                  | 46 km    | 8 mars 2020      | 4 h 31 min 56 s  |
| 13e | Médaille d'or      | Lavaredo Ultra Trail              | 120 km   | 26 juin 2021     | 14 h 06 min 16 s |
| 16e | Médaille d'argent  | Ultra-Trail du Mont-Blanc         | 170 km   | 27 août 2021     | 24 h 09 min 92 s |
| 21e | Médaille d'or      | Grand Trail des Templiers         | 80,6 km  | 23 octobre 2022  | 8 h 23 min 6 s   |
| 7e  | Médaille d'or      | UT100                             | 100 km   | 26 novembre 2022 | 12 h 15 min 21 s |
| 16e | Médaille d'argent  | Trail du Ventoux                  | 46 km    | 12 mars 2023     | 4 h 28 min 19 s  |
| 25e | Médaille d'argent  | Grand Raid                        | 165 km   | 19 octobre 2023  | 28 h 57 min 48 s |
| 4e  | Médaille d'or      | Penyagolosa Trails CSP            | 106 km   | 20 avril 2024    | 12 h 21 min 41 s |
| 19e | Médaille d'or      | Maxi-Race du Lac d'Annecy         | 94 km    | 1er juin 2024    | 11 h 0 min 56 s  |
| 6e  | Médaille d'argent  | Hardrock 100                      | 100 mi   | 12 juillet 2024  | 29 h 28 min 11 s |
| 25e | Médaille de bronze | Grand Raid Ventoux by UTMB - 100K | 89 km    | 26 avril 2025    | 9 h 46 min 15 s  |